# Ɋ

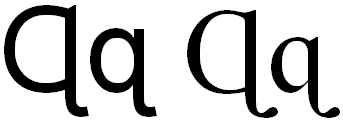
تصویر خط Q دنباله دار در الفبای لاتین

Ɋ ، ɋ یا Q ِ دنباله‌دار یکی از حروف الفبای لاتین است. این حرف را در آغاز مبلغان مسیحی مذهب لوتری میان دهه‌های ۱۹۳۰ تا ۱۹۴۰ میلادی برای نگارش زبان نومانگانگ در پاپوا گینه نو به کار بستند. از سال ۲۰۰۲ استفاده از این حرف متوقف شده‌است.

## منبع
Wikipedia contributors, "Q with hook tail," Wikipedia, The Free Encyclopedia, http://en.wikipedia.org/w/index.php?title=Q_with_hook_tail&oldid=541267215 (accessed June 25, 2014). 